# 황남대총 북분 은제 관식
황남대총 북분 은제 관식(皇南大塚北墳 銀製冠飾)은 대한민국 경상북도 경상북도 경주시 국립경주박물관에 있는 신라의 금속공예 장신구이다. 1978년 12월 7일 대한민국의 보물 제625호로 지정되었다.

## 개요
황남대총 북분 은제 관식(皇南大塚北墳 銀製冠飾)은 조익형관식 1점, 접형관식 2점으로서 총 3점이 출토 되었다.
조익형관식(鳥翼形冠飾)은 부장품수장부 북쪽에서 1개가 출토되었다. 새가 날개를 확짝펴고 나는 모습을 도안화한 冠飾으로 冠帽 앞에 꽂기 위한 것이다. 양쪽 날개와 가운데 꽂이 부분이 각기 다른 은판을 오려서 붙인 것으로 날개는 좌우가 같은 모양이나 부식되어 떨어졌다. 
날개와 꽂이 상단부분은 은제 잔못으로 박아 결합시켰고 꼬리부분 즉 부채꼴 가운데 꽂이를 제외하고 가장자리에는 두줄의 타출점열문을 돌렸다. 꽂이의 상단은 사다리꼴이고 하단은 부채꼴로 부채꼴의 중심선을 약간 꺾어 접은 수직돌출선이 뚜렷하여 이 선을 중심으로 대칭되게 옆으로 하나씩 붙인 것 같은 모양이 타출되었는데 마치 사람의 눈과 같다. 꽂이의 부채꼴 모양 오른쪽 뒷면 상단에 '夫'자, 왼쪽 뒷면 상단에 '×' 기호, 오른쪽 날개 뒷면에 '百'자가 날카로운 도구로 刻字되었다. 높이 36cm, 복원 날개 폭 40cm
접형관식(蝶形冠飾)은 수장부내 서남쪽에서 두 개가 겹쳐 출토되었다. 나비 모양에 가까운데 한 장의 銀板을 오려서 만들었고, 조익형 보다 날개가 짧고 날카롭게 솟아 올랐으며 중심선을 안으로 꺽어 접어 垂直突出線을 나타냈다. 이 선의 좌우로 曲玉 모양의 눈이 대칭되게 돌출되어 매우 매섭게 보인다. 가운데 꽂이 부분을 제외하고는 두줄의 打出點列文을 가장자리에 돌렸다. 오른쪽 날개 끝부분이 부식되었고 군데군데 부식되었다.
다른 하나는 꽂이부분과 몸통의 일부만 남아 있고 날개는 양쪽 모두 부식되어 있다. 전자와 거의 같은 수법으로 만들어졌으나 일부 남아 있는 발개부분으로 보아 더욱 짧게 솟은 것 같다. 높이 22cm, 양단최대폭(복원) 26cm

## 같이 보기
- 황남대총

## 참고 자료
- 황남대총 북분 은제 관식 - 국가유산청 국가유산포털